# 雨河镇
雨河镇，是中华人民共和国云南省昭通市镇雄县下辖的一个乡镇级行政单位。

## 行政区划
雨河镇下辖以下地区：
雨河村、新河村、龙井村、小洛脚村、黄坪村、茶坝村、瓜雄村、大坪村、官庄村和乐利村。